# East Cape (Neuseeland)

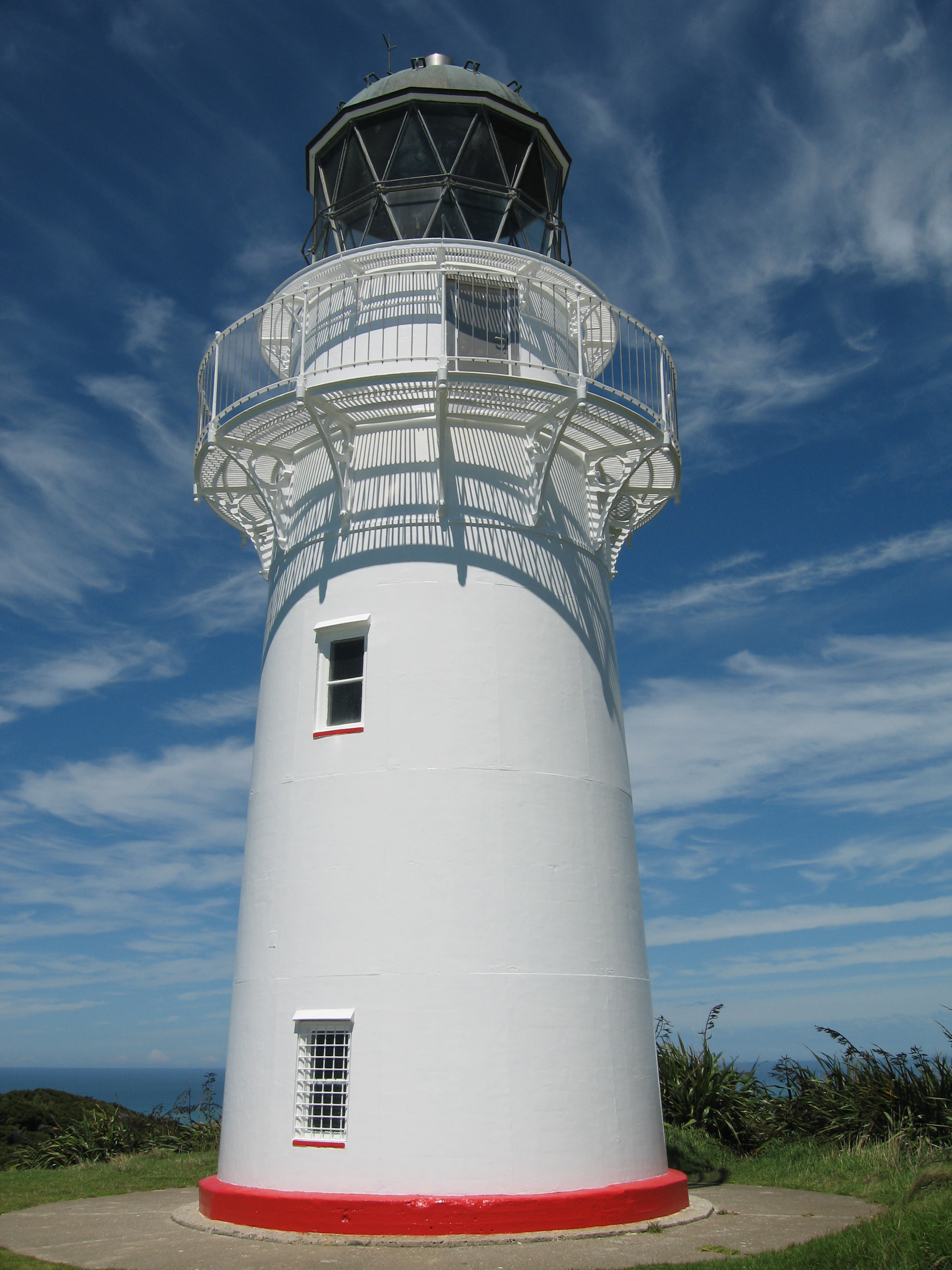
Das 14 Meter hohe East Cape Lighthouse

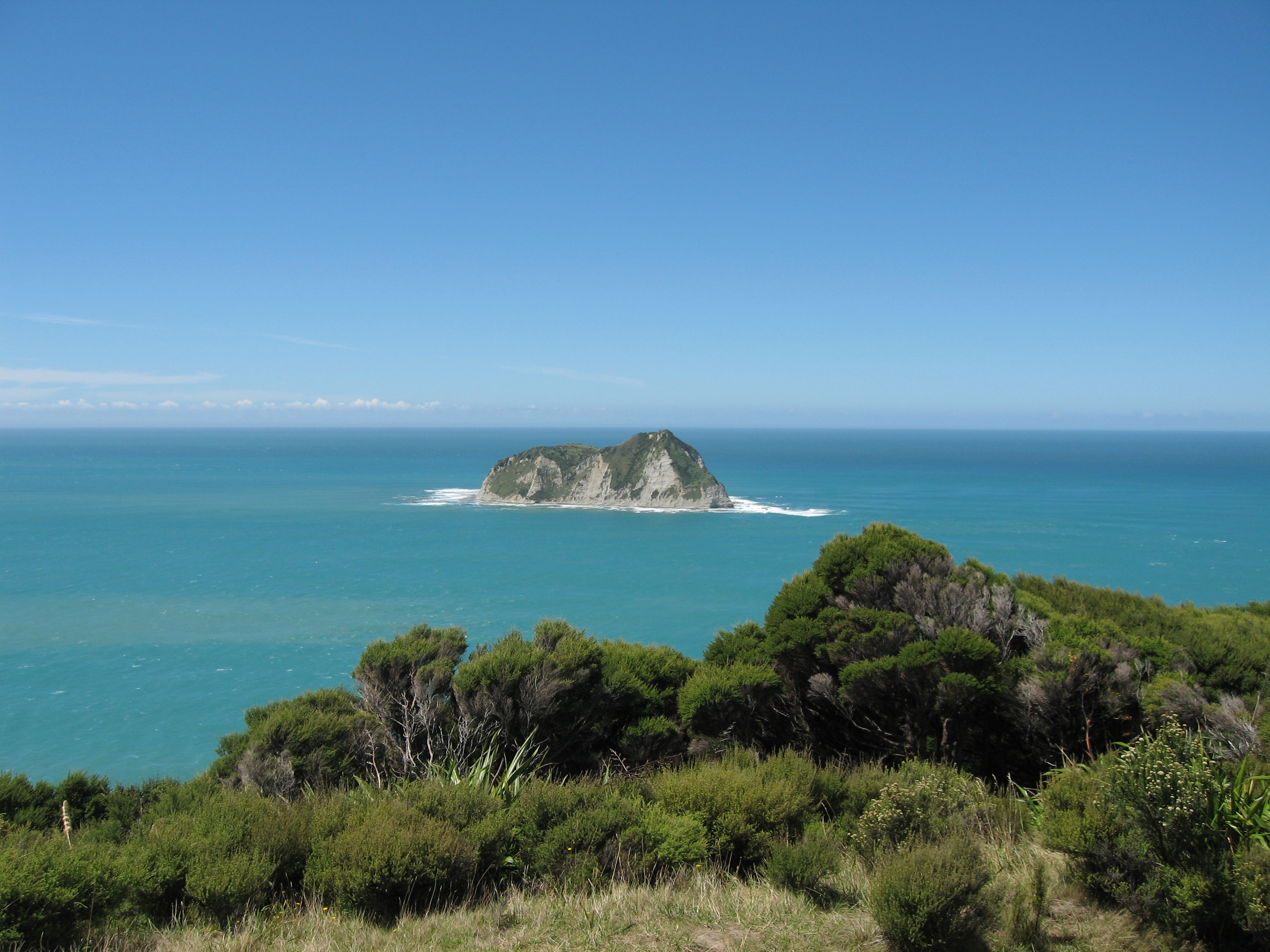
Blick vom East Cape auf East Island und den offenen Pazifischen Ozean

Das East Cape ist ein Kap im Gisborne District auf der Nordinsel von Neuseeland.

## Geographie
Das East Cape befindet sich an der Nordostspitze der Nordinsel, 117 km nordnordöstlich von Gisborne und 116 km ostnordöstlich von Opotiki. Das Kap besteht aus einem bis zu 144 m hohen Hügel, Otiki genannt, der sich von einer kleinen, ihn bis auf die Ostküste umgebende Ebene abhebt. Das Hinterland des East Cape wird von einer Berglandschaft bestimmt, die von um die 300 m Höhe mit dem Raukumara bis auf 1419 m ansteigt und in der Raukumara Range ihre Fortsetzung findet.
Zu erreichen ist das Kap über den New Zealand State Highway 35, der auch als Pacific Coast Highway bekannt ist, von Te Araroa aus. Von dem Ort zweigt die East Cape Road, eine 20 km lange Küstenstraße ab, die direkt bis zum Kap führt.

## East Cape Lighthouse
Das East Cape Lighthouse, das sich heute auf dem Otiki befindet, wurde im Jahr 1900 ursprünglich auf der dem Kap vorgelagerten Insel East Island errichtet und nachdem sich der Untergrund der Insel als nicht stabil genug erwies, im Jahr 1922 auf das Festland umgezogen.

## Lighthouse Reserve
Der Gisborne District Council wies im Juni 2017 ein 70 Hektar großes Gebiet um den Leuchtturm herum und zur Küste hin aus, um über den Tairāwhiti Management Plan das Areal in einem zweiten Schritt zu einem Schutzgebiet deklarieren zu können. In dem Areal wachsen Bäume wie Puriri und Tawa und das Buschland besteht aus Bewuchs von Neuseeländer Flachs (Phormium cookanum) – Schmalblättriger Klebsame (Pittosporum tenuifolium) – Südseemyrte, Manuka genannt und Kanuka (Kunzea ericoides). Eine besondere Art des Wegerichs (Plantago picta) gilt dort als gefährdeten Art.

## Tourismus
Der Leuchtturm ist außen von einem Parkplatz aus und über einen kleinen Wanderweg mit rund 700 Stufen frei zugänglich. Der Turm selbst kann nicht bestiegen werden, aber an dem Turm ist das im Jahr 2002 ausgebaute alte Leuchtfeuer ausgestellt.